# Hyposoter denieri
Hyposoter denieri là một loài tò vò trong họ Ichneumonidae.